# Bakour Bakouradzé
Bakour Bakouradzé (en russe : Бакур Лериевич Бакурадзе ; géorgien : ბაკურ ლერის ძე ბაკურაძე ; né le 16 mars à Tbilissi) est un réalisateur, scénariste et producteur de cinéma soviétique et russe, originaire de République socialiste soviétique de Géorgie. 

## Biographie
Bakour Bakouradzé est né le 16 mars 1969 à Tbilissi.
En 1986, après ses études moyennes, il entre à l'Université d'État à Moscou de techniques de construction de voies de communications (MADI). De 1987 à 1989, il fait son service militaire dans l' Armée de terre soviétique. En 1993, après avoir terminé les cours à l'université, il se spécialise en techniques de construction de ponts et de tunnels.
En 1998, il termine ses études à l'Institut national de la cinématographie (VGIK), où il suivait les cours de Marlen Khoutsiev. Depuis 2005, il dirige le studio de production de films documentaires et de télévision: Lemon Films Studio .
En 2007, il réalise un court métrage intitulé Moscou, qui obtient différents prix dans des festivals de cinéma en Russie. Son film Choultes (Шультес (фильм)), est son premier long métrage et est choisi pour la Quinzaine des Réalisateurs du Festival de Cannes. Il obtient d'autres prix au festival Kinotavr et au festival de la Jeunesse en 2008. La première de son deuxième long métrage Le Chasseur (2010) est également nommé, mais cette fois  dans le programme Un certain regard au Festival de Cannes. Le film obtient aussi trois prix au Kinotavr 2011, le grand prix du Festival de Split et du Festival de Minsk. En 2015 son film Frère Deyan participe au grand prix du Festival de Locarno,. Le film, tourné en serbe, raconte les dix dernières années de la vie du général serbe Deyan Stanitcha, qui s'est caché après le verdict de la Cour pénale internationale de La Haye. Le film Frère Deyan a remporté le concours de coproduction du 13e festival Fenêtre sur l'Europe, à Vyborg, en Russie et le grand prix du festival Pacific Meridian à Vladivostok de 2015.
En 2012, Bakouradzé fait partie du jury du concours du festival de cinéma de Kinotavr.
Depuis 2013, Bakouradzé enseigne à l'École du nouveau cinéma de Moscou créée en 2012, dans la section réalisation (avec Nikolaï Khomerik) et en 2015-2016, dans la section longs métrages .
En 2021 Bakouradzé participe comme scénariste, avec le réalisateur Klim Chipenko, au projet du premier film tourné dans l'espace Le Défi, qui débute avec le lancement de Soyouz MS-19 le 5 octobre 2021.

## Filmographie
- 1998 : Sans argent (Без денег)
- 2001 : Sdvinouty (Сдвинутый, série télévisée)
- 2002 : Mouvement circulaire (Круговые движения)
- 2007 : Moscou (court métrage, avec Dmitri Mamoulia)
- 2008 : Choultes (Шультес)
- 2011 : Le Chasseur (Охотник)
- 2015 : Frère Deyan (sr) (Брат Дэян)
- 2024 : La Neige dans ma cour[11] (Снег в моем дворе)

### Producteur
- 2013 : Endroit intime (Интимные места, avec Ioulia Michkinene[12])
- 2017 : Saliout 7 (Салют-7) de Klim Chipenko